# Sid Hickox
Sidney „Sid“ Hickox (* 17. Juli 1895 in New York City; † 16. Mai 1982 in La Cañada Flintridge) war ein US-amerikanischer Kameramann.

## Leben
Hickox begann 1915 mit der Arbeit als Kameraassistent. 1917 wurde er in die Armee eingezogen und schloss sich dort einer Kameraeinheit an. Nach dem Krieg begann er als Kameramann. Seine Arbeiten wurden allerdings kaum beachtet. Dies änderte sich erst zu Beginn der 1930er Jahre, als er von Warner Bros. verpflichtet wurde. Als seine beste Arbeit wird der 1946 entstandene Film Tote schlafen fest angesehen, bei dem er für Howard Hawks die Kameraarbeit verrichtete. 1955 wechselte Hickox ins Fernsehgeschäft, wo er unter anderem für nahezu alle Folgen der Andy Griffith Show verantwortlich war. 1971 beendete er seine Karriere.

## Filmografie (Auswahl)
- 1927: Das Liebesleben der schönen Helena (The Private Life of Helen of Troy)
- 1928: Zeit des Flieders (Lilac Time)
- 1928: Mädel sei lieb (Happiness Ahead)
- 1929: Erfahrene Frau gesucht (Synthetic Sin)
- 1930: Der Tanz geht weiter
- 1930: Die Maske fällt
- 1930: Kismet
- 1931: Dämon des Meeres
- 1931: Safe in Hell
- 1931: The Last Flight
- 1932: Einsame Herzen (The Purchase Price)
- 1932: So Big
- 1932: Der Schrei der Menge (The Crowd Roars)
- 1932: Der Rächer des Tong (The Hatchet Man)
- 1932: Eine Scheidung (A Bill of Divorcement)
- 1933: Der kleine Gangsterkönig (The Little Giant)
- 1933: Der Boß ist eine schöne Frau (Female)
- 1933: Mary Stevens, M. D.
- 1933: Frisco Jenny
- 1934: Broadway-Show (Dames)
- 1934: Ein schwerer Junge (The St. Louis Kid)
- 1935: I Found Stella Parrish
- 1935: The Goose and the Gander
- 1935: Stranded
- 1935: Living on Velvet
- 1935: Im Scheinwerferlicht (Bright Lights)
- 1936: Der Erbe des Hauses Farrington (Give Me Your Heart)
- 1936: Zwei gegen die Welt (Two Against the World)
- 1936: The Case of the Velvet Claws
- 1937: Stolen Holiday
- 1937: Slim
- 1937: First Lady
- 1937: Confession
- 1937: San Quentin (Flucht aus San Quentin)
- 1938: Comet Over Broadway
- 1939: Das zweite Leben des Dr. X (The Return of Dr. X)
- 1940: Das Ultimatum für Bohrturm L 9 (Flowing Gold)
- 1941: Agenten der Nacht (All through the Night)
- 1942: Im Schatten des Herzens (Always in My Heart)
- 1942: Der freche Kavalier (Gentleman Jim)
- 1942: Der große Gangster (The Big Shot)
- 1943: Aufstand in Trollness (Edge of Darkness)
- 1943: Blutiger Schnee (Northern Pursuit)
- 1944: Haben und Nichthaben (To Have and Have Not)
- 1944: Auf Ehrenwort (Uncertain Glory)
- 1946: Tote schlafen fest (The Big Sleep)
- 1947: Die schwarze Natter (Dark Passage)
- 1947: Besuch in Kalifornien (The Man I Love)
- 1947: Schmutzige Dollars (Cheyenne)
- 1948: Der Herr der Silberminen (Silver River)
- 1949: Sprung in den Tod (White Heat)
- 1949: Vogelfrei (Colorado Territory)
- 1950: Frauengeheimnis (Three Secrets)
- 1950: The West Point Story
- 1950: Juwelenraub um Mitternacht (The Great Jewel Robber)
- 1951: Lightning Strikes Twice
- 1951: Den Hals in der Schlinge (Along the Great Divide)
- 1951: Die Teufelsbrigade (Distant Drums)
- 1951: Das letzte Fort (Fort Worth)
- 1954: Formicula (Them!)